# مجزرة منشار تكساس (فلم 2003)
مجزرة منشار تكساس (بالإنجليزية: The Texas Chainsaw Massacre) هو إعادة صنع لفيلم تقطيع أنتج عام 1974 وهو يحكى قصة مجموعة من المراهقين تعطلت بهم سيارتهم في أحد الطرق، فقرروا اللجوء إلى أحد المنازل القريبة ليحصلوا على الدفء والأمان وعلى هاتف يعمل، لكنهم وعوضًا عن هذا كله عاشوا أبشع ساعات في حياتهم وهم يقتلون ويمزقون واحدًا تلو الآخر من قبل عائلة مجنونة، ورجل ضخم يرتدي قناعًا من جلد آدمي ويحمل في يده منشارا كهربيا يصلح لتمزيق العظام!
ويوجد لهذا الفيلم جزء ثاني يحمل الأسم ذاته.

## وصلات خارجية
- مقالات تستعمل روابط فنية بلا صلة مع ويكي بيانات